# Tychon
Tychon – imię męskie pochodzenia greckiego, od Τύχων (por. Tyche). Jego patronem jest biskup Cypru Tychon (biskup Amathus) IV/V wieku.
Najbardziej znaną osobą o tym imieniu był duński astronom, Tycho Brahe.
Tychon imieniny obchodzi 16 czerwca.